# Garsa arbòria cua de serra
La garsa arbòria cua de serra (Temnurus temnurus) és una espècie d'ocell de la família dels còrvids (Corvidae) i única espècie del gènere  Temnurus . Habita de forma discontínua a boscos i matollars del sud-est asiàtic i la Xina.